# Rio Cotingo
Rio Cotingo är ett vattendrag i Brasilien.   Det ligger i delstaten Roraima, i den norra delen av landet, 2 600 km nordväst om huvudstaden Brasília.
Omgivningarna runt Rio Cotingo är huvudsakligen savann. Trakten runt Rio Cotingo är nära nog obefolkad, med mindre än två invånare per kvadratkilometer.